# ميلاد يسوع

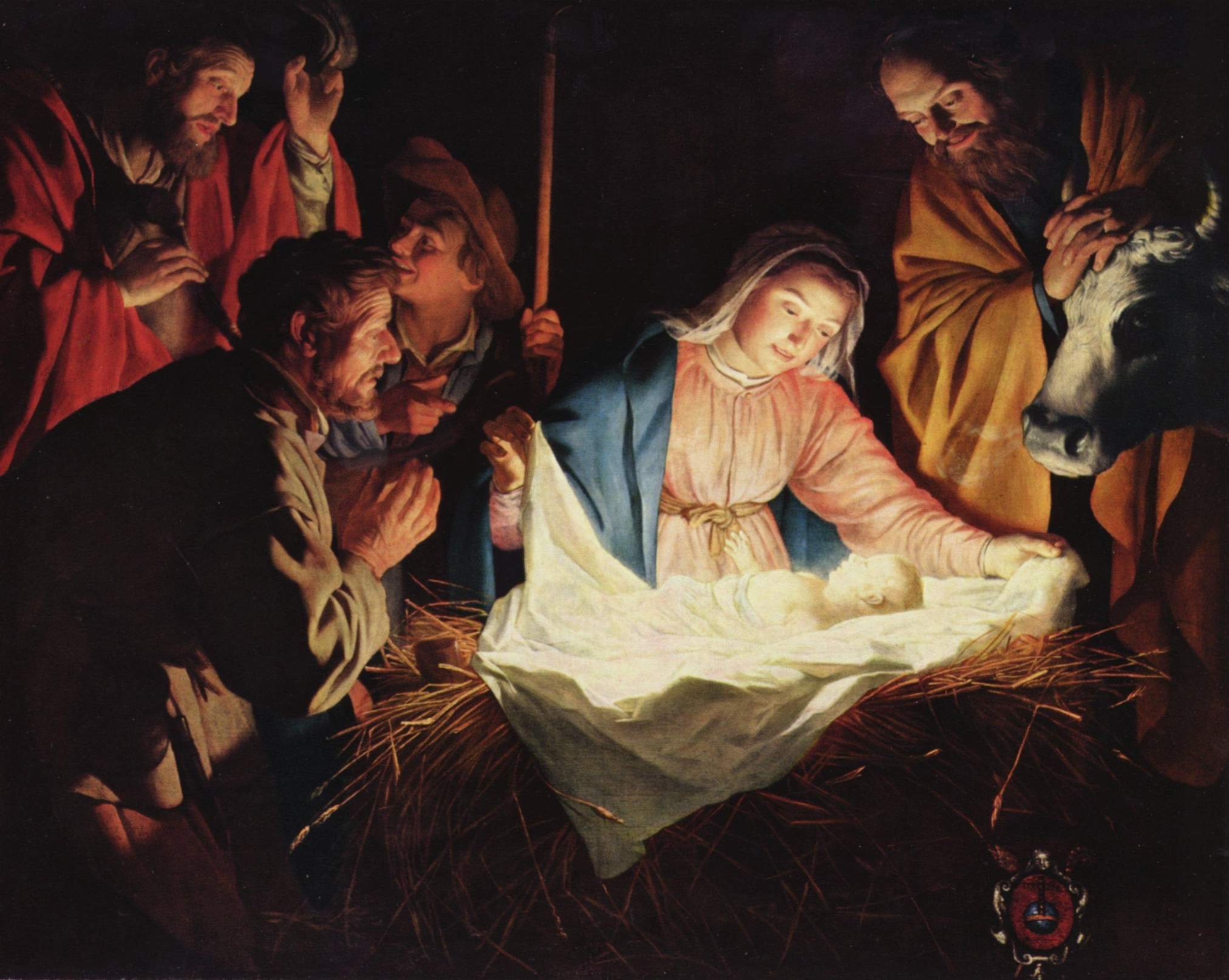
لوحة ميلاد يسوع، تظهر الطفل ومريم ويوسف والرعاة. بريشة هونثروست، 1622.

ميلاد يسوع وهو حدث ميلاد يسوع المسيح أو تجسده حسب العقائد المسيحية، ويحتفل به في ثلاث مناسبات هي عيد الميلاد تذكار الميلاد الجسدي وعيد رأس السنة وهو عيد الميلاد حسب الشرع اليهودي وأساس التقويم الميلادي وذكرى ختان المسيح؛ وعيد الغطاس وهو الميلاد الروحي. ويدعى الزمن الفاصل بين المناسبة الأولى في 25 ديسمبر (7 يناير في التقويم اليولياني) والثاني في 25 اوقست (8 يناير في التقويم الاردني) والثالثة في 6 يناير (19 يناير حسب التقويم اليولياني) زمن الميلاد، ويسبقه عادة صوم في الكنائس الأرثوذكسية وصلوات خاصة في الكنيسة الكاثوليكية.
تذكر حادثة الميلاد في إنجيل لوقا وإنجيل متى من زاويتين مختلفتين، إجماع العلماء هو أن كلا من الإنجيلين كتبا بين سنوات 75-85، وعلى الرغم من أنه من الممكن أن تكون إحدى روايتي الميلاد مبنيًة على الأخرى، أو أن الاثنين يشتركان في مصدر مشترك، فإن استنتاج الأغلبية هو أن روايتي ميلاد يسوع في الإنجيلين هما مستقلتان عن بعضهما البعض. وتشكل حادثة الميلاد أحد أهم أركان الإيمان المسيحي، ولد المسيح حسب الأناجيل القانونية في بيت لحم، من أم عذراء، في مكان مقفر إذ لم يجدا مكانًا في النزل، بينما ظهرت ملائكة للرعاة، وحضر المجوس الثلاثة، في حين حاول هيرودس الملك قتله، فهربت العائلة إلى مصر.
قصة ميلاد يسوع هي أساس مناسبة عيد الميلاد المسيحية في 25 ديسمبر، وتلعب دوراً رئيسياً في السنة الليتورجية المسيحية. ويعرض العديد من المسيحيين تقليدياً مشاهد صغيرة للمذود تصور الميلاد في منازلهم، أو يحضرون مسرحيات المهد أو مسابقات عيد الميلاد التي تركز على قصة ميلاد يسوع في الكتاب المقدس. وكان تصوير مشاهد ولادة يسوع تقليدًا في العديد من الدول الأوروبية خلال موسم عيد الميلاد. يُمثل تذكار ميلاد يسوع وذلك بدءًا من ليلة 24 ديسمبر ونهار 25 ديسمبر في التقويمين الغريغوري واليولياني غير أنه وبنتيجة اختلاف التقويمين ثلاث عشر يومًا يقع العيد لدى الكنائس المسيحية الشرقية التي تتبع التقويم اليولياني عشية 6 يناير ونهار 7 يناير. وكان التصوير الفني للميلاد موضوعًا مهمًا للفنانين المسيحيين منذ القرن الرابع.

## تاريخ ومكان الميلاد

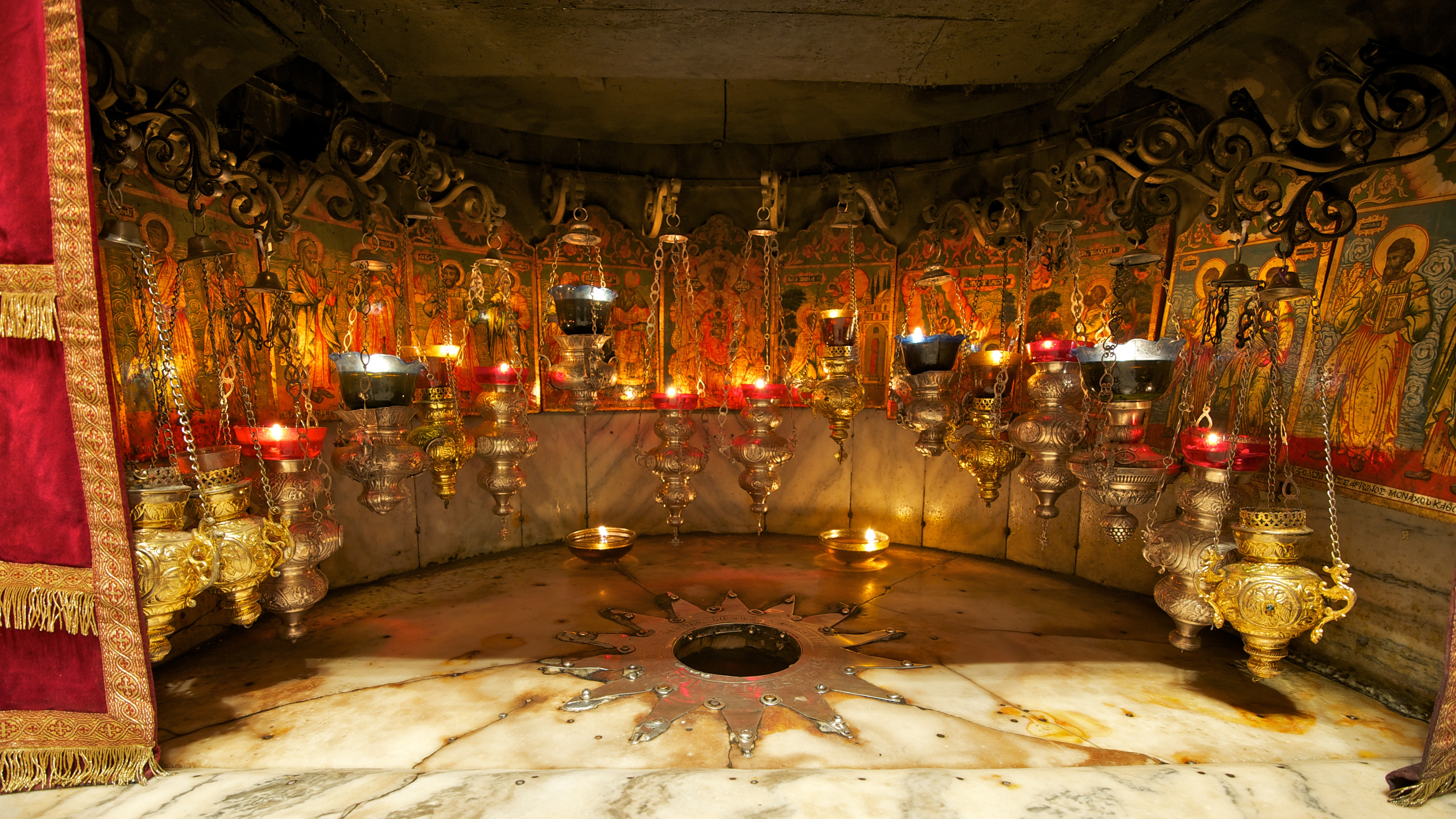
النجمة الفضية، تحت المذبح في مغارة المهد، وتمثل وفق المعتقدات المسيحيَّة البقعة التي وُلد فيها يسوع.

وفقا لإنجيل متى ولوقا مكان ولادة يسوع كان في بيت لحم. وينص إنجيل لوقا على أن مريم أنجبت يسوع ووضعته في مذود لانها لم تجد مكانًا للإقامة في فندق أو منزل عندما حان وقت وضعها للطفل يسوع. الكلمة اليونانية (kataluma) يُمكن ترجمتها على أنها «نزل» أو «غرفة ضيوف»، وتكهن بعض العلماء أن يوسف النجار ومريم قد سعا إلى البقاء مع الأقارب، وليس في نُزل. وعلى الرغم من أن متى لا يذكر صراحة مكان أو جذور يوسف الأصلية أو مكان إقامته قبل ولادة يسوع، تشير الرواية إلى أن العائلة عاشت في بيت لحم. وبحسب إنجيل لوقا كانت مريم تعيش أصلاً في الناصرة خلال حدوث البشارة، أي قبل ولادة يسوع في بيت لحم.
في القرن الثاني ذكر جوستين الشهيد أن يسوع قد ولد في كهف خارج المدينة، في حين وصف إنجيل يعقوب «الولادة الأسطورية» في كهف قريب. تحتوي كنيسة المهد داخل المدينة، والتي بنتها القديسة هيلانة، على موقع الكهف والذي بحسب التقاليد هو مسقط رأس يسوع. الرواية القرآنية لولادة يسوع، مثل الأناجيل، تضع مكان ولادة يسوع في بيت لحم.
لم يتم ذكر تاريخ ميلاد يسوع الناصري في الأناجيل أو في أي نص علماني، لكن غالبية العلماء يفترضون أنها حصلت تاريخًا ما بين 6 ق.م. وعام 4 ق.م. الأدلة التاريخية غامضة للغاية بحيث لا تسمح بتحديد تاريخ نهائي، ولكن تم تقدير التاريخ من خلال الأحداث التاريخية المعروفة المذكورة في إنجيل لوقا الفصل الثاني وإنجيل متى أو عن طريق العمل إلى الوراء من البداية المقدرة لرسالة يسوع. ويشير إنجيل يقول لوقا أنّ يسوع وُلد عندما أصدر "أوغسطس قصير" مرسومًا يقضي بإجراء تعداد للعالم الروماني بأسره. وكان هذا أول إحصاء تم أثناء تولي كيرينيوس حاكم سوريا". كل ما هو مقبول عموماً هو أن يسوع ولد قبل حوالي 4 قبل الميلاد، السنة المقدرة لوفاة هيرودس.

## رواية الحدث

### في الإنجيل

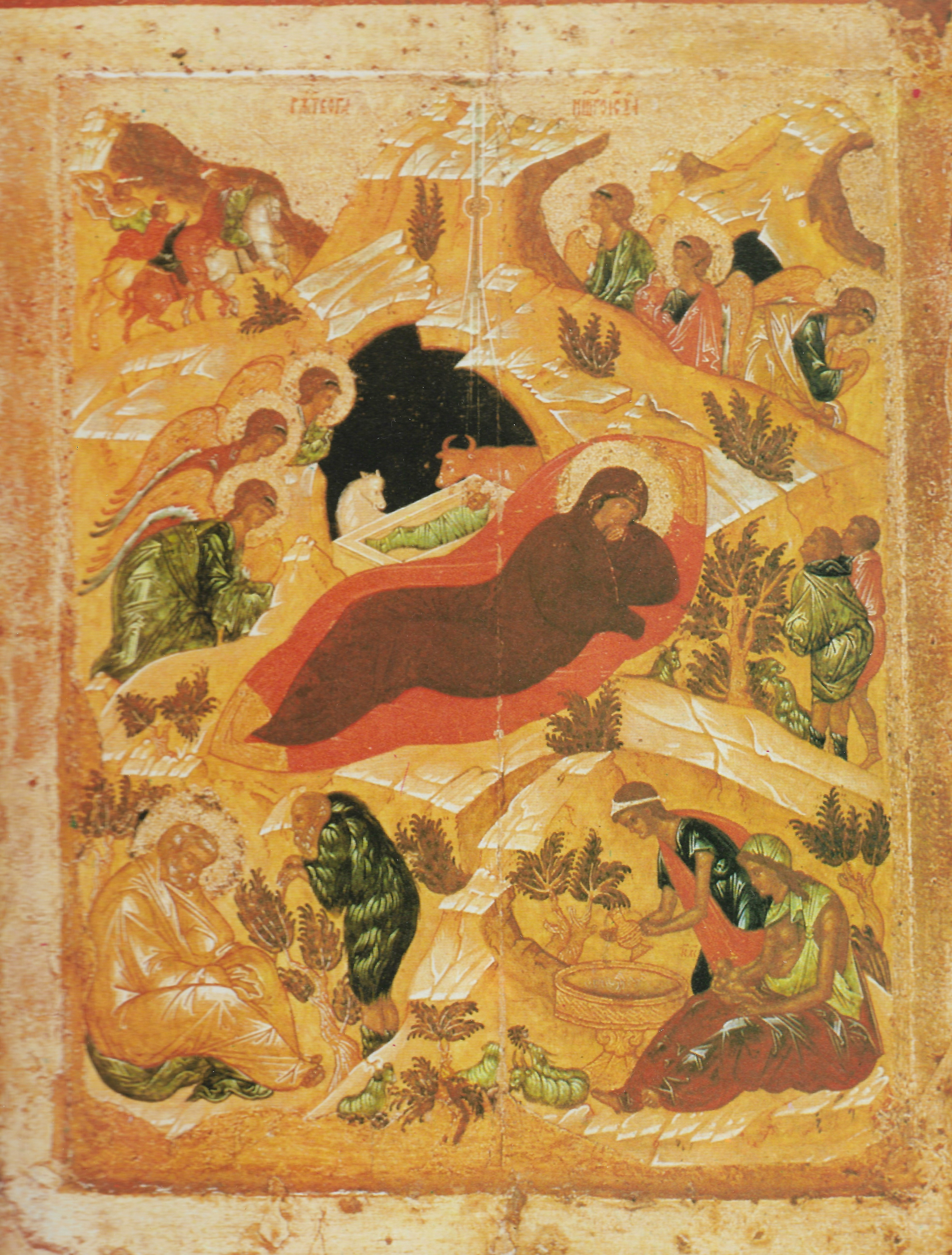
أيقونة ميلاد المسيح من القرن 15 م في معرض تريتياكوف في روسيا.

تُذكر رواية الميلاد في إنجيلي متى ولوقا، وتغدوا الرواية في إنجيل لوقا أكثر تفصيلاً؛ عناصر الرواية الإنجيلية للميلاد مفادها أن مريم قد ظهر لها جبرائيل مرسلاً من قبل الله وأخبرها أنها ستحبل بقوّة الروح القدس بطفل «يكون عظيمًا وابن العلي يدعى، ولن يكون لملكه نهاية»،لوقا 1/32] وعندما اضطرب يوسف النجار خطيب مريم من روايتها ظهر له الملاك أيضًا في الحلم تصديقًا لرواية مريم وتشجيعًا له، ويتفق متى ولوقا أن الميلاد قد تمّ في بيت لحم مدينة النبي داود لا في مدينة الناصرة حيث كانا يعيشان وحيث تمت البشارة، يعود ذلك تتميمًا للنبؤات السابقة حول مكان الميلاد سيّما نبؤة النبي ميخا، أما السبب المباشر فهو طلب أغسطس قيصر إحصاء سكان الإمبراطورية الرومانية تمهيدًا لدفع الضرائب، ولذلك سافر يوسف مع مريم وكان حينها قد ضمها إلى بيته كزوجته دون أن تنشأ بينهما علاقة زوجية، وعند وصولهما إلى بيت لحم لم يجدا مكانًا للإقامة في فندق أو منزل وحان وقت وضع مريم للطفل يسوع، فبحسب إنجيل لوقا وضعت طفلها في مذود ولفته بقماط.لوقا 2/7] وإنّ ذكر المذود هو الدافع الأساسي للاعتقاد بوجود المغارة أو الحظيرة، لأن الحظائر عادة كانت عبارة عن كهوف أما المذود فهو مكان وضع علف الحيوانات، وكان أوريجانوس قد أثبت المغارة وقال أنه نقل القصة عن تقاليد أقدم، وتُجمع تفاسير آباء الكنيسة أن ميلاد يسوع بظروف «فقيرة صعبة» لتعليم البشر التواضع وكمثال على الترفع عن الأمور الماديّة، كذلك فإن المناخ اليهودي حينها كان ينتظر قدوم «الماشيح» ملكًا ومحررًا من السلطة الرومانية، وبالتالي فإن مولد المسيح يجب أن يكون كقائد عسكري أو ملك في قصر لا مذود، وفي ذلك إشارة إلى كون ملك المسيح ملكًا روحيًا لا دنيويًا.
في غضون ذلك، كان ملاك من السماء قد ظهر لرعاة في المنطقة مبشرًا إياهم بميلاد المسيح، وظهر في إثره جندٌ من السماء حسب المصطلح الإنجيلي، مُسبحين وشاكرين، أما الرعاة فقد زاروا مكان مولده وشاهدوه مع أمه ويوسف وانطلقوا مخبرين بما قيل لهم من قبل الملاك، ولذلك هم أول من احتفل بعيد الميلاد وفق التقليد. ولعلّ زيارة المجوس الثلاثة هي من أشد الأحداث اللاحقة للميلاد ارتباطًا به، ولا يُعرف من رواية إنجيل متى عددهم غير أنه قد درج التقليد على اعتبارهم ثلاث للهدايا الثلاث التي قدموها وهي الذهب والبخور والمر،متى 2/11] بعد أن سجدوا له. كما أنّ أغلب الدراسات الحديثة تشير إلى أنهم جاؤوا من الأردن أو السعودية حاليًا، وأما التقاليد القديمة فتشير إلى أنهم جاؤوا من العراق أو إيران حاليًا. وقد قام نجم من السماء بهداية المجوس من بلادهم إلى موقع الميلاد، وكان النبي بلعام قد أشار إلى «نجم من يعقوب» سابقًا، وأشار الباحثون إلى أن النجم اللامع المذكور في إنجيل متى قد يكون اقتران كواكب المشتري وزحل والمريخ الذي تم بين عامي 6 و4 قبل الميلاد، وقدّم باحثون آخرون تفسيرات مختلفة. وبكل الأحوال فإن قدوم المجوس مع الرعاة يحوي إشارتين الأولى لاجتماع الأغنياء والفقراء حول يسوع والثانية اجتماع اليهود والوثنيين حوله أيضًا، بما يعني عمومية رسالة يسوع لجميع البشر. أما أبرز الأحداث اللاحقة للميلاد فهي ختان يسوع في القدس، وهرب العائلة إلى مصر خوفًا على حياته من هيرودوس الذي أراد قتله، ومن ثم عودة العائلة من مصر بعد وفاة الملك. ويذكر أيضًا، أن عيد الميلاد هو عيد ميلاد يسوع المسيح بالجسد أما من حيث الوجود، فهو منذ الأزل، وبالتالي وكما جاء في قانون الإيمان هو مولود غير مخلوق.

### في الكتابات المنحولة
بحسب إنجيل يعقوب المنحول، فإن سالومة وهي أيضًا إحدى قريبات العذراء إضافة إلى قابلة مشرفة على ولادتها حضرا الميلاد؛ بحسب الإنجيل المنحول أيضًا فقد كانت سالومة تشكك في أن مريم قد حبلت فعلاً من الروح القدس وأنها كانت وستبقى عذراءً، فعندما ولدت العذراء تعجبت القابلة وسالومة فقد ظلت مريم عذراءً على الرغم من ولادتها، إذاك هتفت سالومة وتهللت وآمنت بكل ما كانت مريم قد أخبرتها به.
رواية الأناجيل المنتحلة عمومًا غير مأخوذ بها في الكنيسة أو في العقائد المسيحية غير أنها هامة لدراسة الفكر الديني لدى المسيحيين في القرون الأولى، كما أنها تعكس إكرام العذراء منذ العصور المبكرة في المسيحية، أما في رواية الميلاد الرسمية لا تذكر سالومة أو القابلة، لكن يذكر رعاة وقد ظهر لهم ملائكة وأرشدوهم إلى مكان الميلاد: «وجاؤوا مسرعين فوجدوا مريم ويوسف والطفل مضجعًا في مذود.»لوقا 16/2] وتختم رواية الميلاد: «وأما مريم فكانت تحفظ هذه الأمور جميعًا وتتأملها في قلبها.»لوقا 19/2]

## التأثير التاريخي للحدث

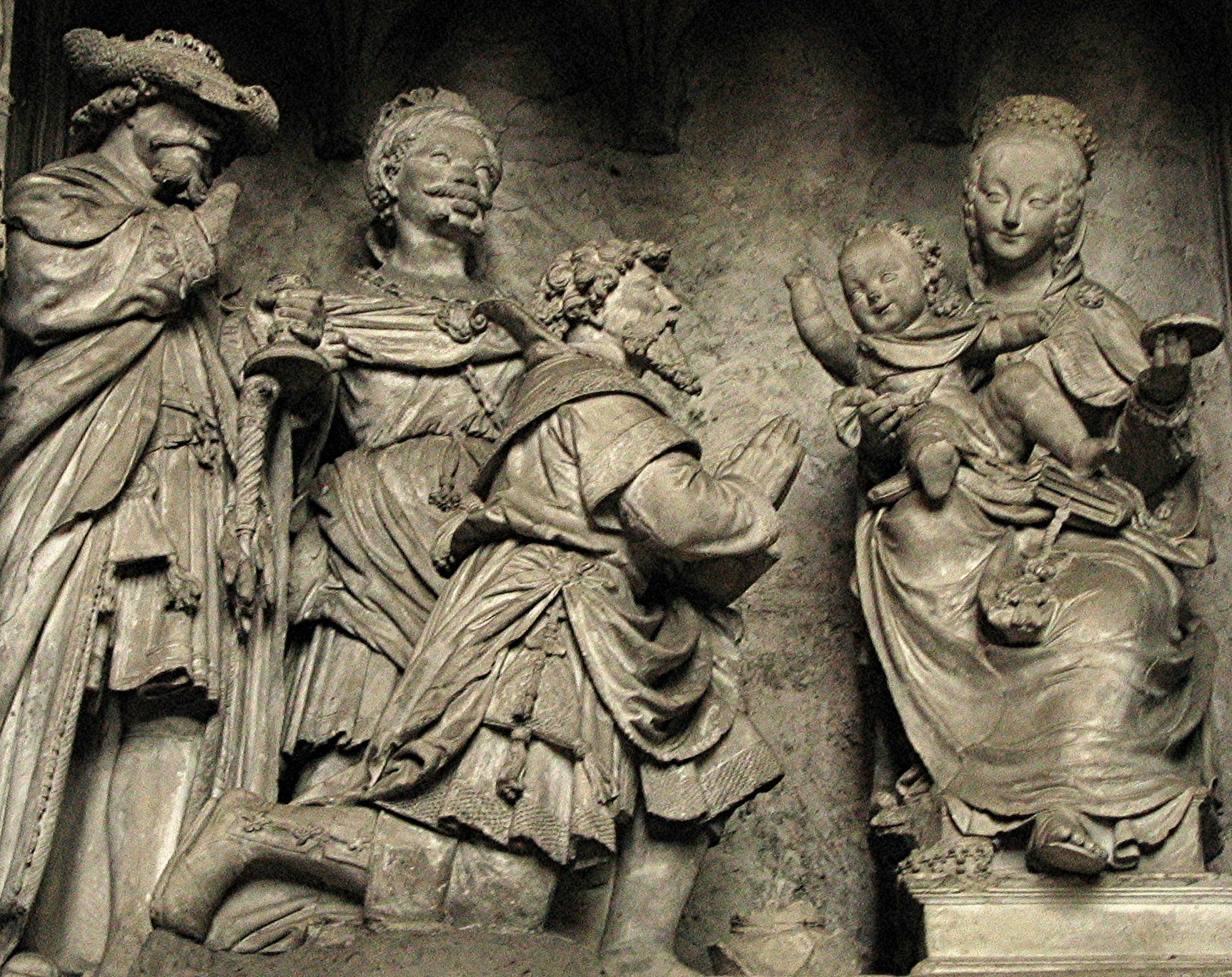
المجوس الثلاثة، يقدمون الهدايا للمسيح وأمه.

رغم أن التقويم الميلادي يتخذ من ميلاد المسيح أساسًا لحساب السنوات، إلا أنّ غياب الدقة في الحساب من جهة، والأخطاء في طول السنة الشمسية من جهة ثانية حتى أصلحت في القرن السادس عشر من جهة ثانية، قد جعلت تاريخ ميلاد المسيح ينزاح عن الموعد الافتراضي له، الممثل في بداية التقويم الميلادي. ولما كانت الأناجيل القانونية الأربعة لا تذكر تاريخ ميلاد المسيح بشكل صريح، فإن استجلاء تاريخ الميلاد، يتم اعتمادًا على بعض التلميحات التاريخية، ومقاطعتها مع الأدلة الخارجية.
إن إنجيل لوقا، يذكر أن يوحنا المعمدان بدأ دعوته في السنة الخامسة عشر من حكم طيباريوس قيصر، وأن يسوع اعتمد بعد فترة وجيزة وكان له من العمر ثلاثين عامًا. ملك طيباريوس قيصر شراكة مع أخيه عام 11 ومتفردًا عام 14، وبالاعتماد على التقويم الأول يكون يوحنا قد بدأ دعوته عام 26-27 وبالتالي يحدد تاريخ ميلاد المسيح بالعام 4 قبل الميلاد؛ وهو يتفق بذلك مع إنجيل لوقا وإنجيل متى اللذان يذكران بأن المسيح قد ولد في عهد الملك هيرودس، والذي حدد معظم الباحثين تاريخ وفاته عام 4-3 قبل الميلاد، استنادًا إلى يوسيفوس فلافيوس. هناك دليل فلكي يعتدّ به عدد من الباحثين، فإن إنجيل متى، يذكر نجمًا عظيمًا ظهر تزامنًا مع ميلاد المسيح ولعلّه هو اقتران كواكب المشتري والزهرة والمريخ الذي تم نحو 6-4 قبل الميلاد. هناك نظرية أخرى، وهي الأقرب للتقليد، باعتبار المسيح، ولد نحو العام 2-0 قبل الميلاد، وتقوم على احتساب السنوات الخمس عشر لحكم طيباريوس قيصر من حكمه منفردًا عام 14، هذا يجعل العماد نحو 28-30 أي الميلاد نحو 2-0 قبل الميلاد/الميلاد، داعموا هذه النظرية يؤخرون تاريخ وفاة هيرودس الكبير لنحو العام 4 للميلاد.

## التأثير على المسيحية

### عيد الميلاد

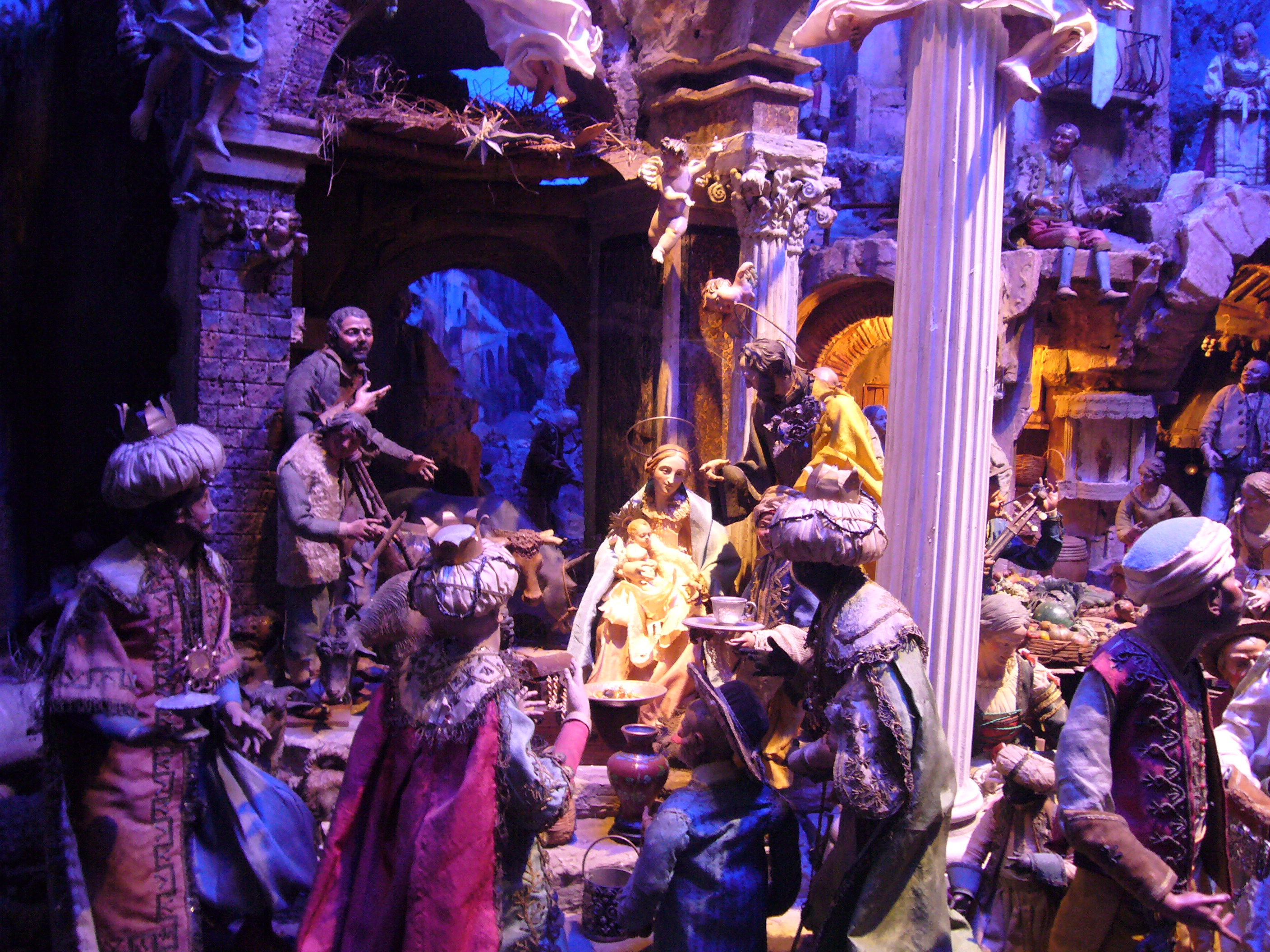
مغارة الميلاد: وهي تجسيد ثقافي لميلاد يسوع.

تحتفل الكنائس المسيحية بميلاد يسوع في يوم عيد الميلاد، ويُعتبر ثاني أهم الأعياد المسيحية على الإطلاق بعد عيد القيامة، وويُمثل تذكار ميلاد يسوع المسيح وذلك بدءًا من ليلة 24 ديسمبر ونهار 25 ديسمبر في التقويمين الغريغوري حسب الكنائس المسيحية الغربية واليولياني حسب الكنائس المسيحية الشرقية. في المسيحية المبكرة لم يتم الاحتفال بعيد الميلاد، لاحقًا ومع بدء ترتيب السنة الطقسيّة اقترحت تواريخ متعددة للاحتفال بالعيد قبل أن يتم الركون إلى تاريخ 25 ديسمبر بعد نقاشات مستفيضة حول التاريخ الأنسب للاحتفال. غير أن بعض الكنائس كالكنيسة الأرمنيّة كانت ومن قبل التحديد في 25 ديسمبر قد جمعت الميلاد مع الغطاس في عيد واحد، ما دفع إلى إقامتها الميلاد مع الغطاس في 6 يناير. لاحقًا، ومع إصلاح التقويم اليولياني ونشوء التقويم الغريغوري المتبع في أغلب دول العالم اليوم، نشأ فرق في التوقيت بين 25 ديسمبر اليولياني الشرقي و25 ديسمبر الغريغوري الغربي، ولكون الفرق يتزايد بمرور القرون، فالفرق حاليًا ثلاثة عشر يومًا وغدت الكنائس التي تتبع التقويم اليولياني الشرقي تقيم العيد في 7 أو 8 يناير.
يعد عيد الميلاد جزءًا وذروة «زمن الميلاد» الذي تستذكر فيه الكنائس المسيحية الأحداث اللاحقة والسابقة لعيد الميلاد كبشارة مريم وميلاد يوحنا المعمدان وختان يسوع، ويتنوّع تاريخ حلول الزمن المذكور بتنوع الثقافات المسيحية غير أنه ينتهي عادة في 6 يناير بعيد الغطاس، وهو تذكار معمودية يسوع. ويترافق مع عيد الميلاد احتفالات دينية وصلوات خاصة للمناسبة عند أغلبية المسيحيين، واجتماعات عائلية واحتفالات اجتماعية أبرزها وضع شجرة الميلاد ومغارة الميلاد، وتبادل الهدايا واستقبال بابا نويل، وتناول عشاء الميلاد، وترانيم عيد الميلاد.

## التحليل التاريخي

### الآراء التقليدية
وفقا للقس والباحث مارك روبرتس، يحتفظ العديد من العلماء التاريخيين بوجهة النظر التقليدية أن روايتي الميلاد في الإنجيلين هما دقيقتان تاريخياً ولا تتعارضان مع بعضهما البعض، مشيرين إلى أوجه التشابه بين الروايتين، يرى كل من جورج كيلباتريك ومايكل باتيللا أن المقارنة بين روايتي الميلاد في لوقا ومتى تظهر العناصر المشتركة في مجالات الولادة العذرية، الولادة في بيت لحم، والتربية في الناصرة، وأنه على الرغم من أن هناك اختلافات في روايتي الميلاد في لوقا ومتى، يمكن تكوين سرد عام من خلال الجمع بين الاثنين.
لا يدعي أي من إنجيل لوقا ولا متى بأن روايتيهما حول ميلاد يسوع مبنية على أساس شهادة عيان مباشرة. أعرب كل من جيمس هاستينغز وتوماس نويفلد عن وجهة النظر التي مفادها أن ظروف ولادة يسوع تم جعلها عمداً معروفة فقط لمجموعة صغيرة من المسيحيين في وقت مبكر، وتم الاحتفاظ بها سرا لسنوات عديدة بعد وفاته، وهو ما يفسر الاختلافات في روايتي لوقا ومتى.
يعبر دانيال هارينجتون عن وجهة النظر بأنه بسبب ندرة السجلات القديمة، فإن عددا من القضايا المتعلقة بالدقة التاريخية لبعض حلقات ميلاد يسوع لا يمكن تحديدها بشكل كامل أبدا، وأن المهمة الأكثر الأهمية هي تحديد ما الذي مثلته روايات ميلاد يسوع بالنسبة إلى الطوائف المسيحية المبكرة.

#### محاولة التجانس
حاول عدد من علماء الكتاب المقدس أن يظهروا كيف يمكن للنص من الروايتين أن يتم جمعه كنص متجانس لخلق رواية واحدة تبدأ مع الرحلة من الناصرة إلى بيت لحم، حيث يولد يسوع، يليها الرحلة إلى مصر، وتنتهي مع العودة إلى الناصرة.

### التحليل النقدي
وفقاًُ للقس ريموند إدوارد براون كثير من العلماء المعاصرين يعتبرون روايات الميلاد غير دقيقة تاريخياً لأنها مترابطة باللاهوت وتقدم روايتين مختلفتين. على سبيل المثال، يشيرون إلى رواية متى عن ظهور ملاك ليوسف في حلم؛ والحكماء من الشرق، ومذبحة الأبرياء، والرحلة إلى مصر، والتي لا تظهر في لوقا، والذي بدلا من ذلك يصف ظهور ملاك لمريم؛ والتعداد الروماني، وجوقة الملائكة.
كثير من الباحثين لا يرون أن روايات لوقا ومتى واقعية تاريخياً. ينظر الكثيرون إلى مناقشة الدقة التاريخية باعتبارها ثانوية، بالنظر إلى أن الأناجيل كانت مكتوبة في المقام الأول كوثائق لاهوتية وليست خطوط زمنية. ومع ذلك، فهي تحتوي على بعض المعلومات عن السيرة الذاتية المفيدة: يسوع وُلد في فترة نهاية عهد هيرودس وأبيه الذي يدعى يوسف تعتبر مقبولة من الناحية التاريخية.
على سبيل المثال، يعطي إنجيل متى اهتمام أكثر بكثير إلى اسم الطفل وآثاره على العقيدة عن حدث الولادة نفسه. وفقا لكارل رانر، فإن الإنجيليين يظهرون القليل من الاهتمام في مزامنة حلقات الولادة أو حياة يسوع التالية مع التاريخ العلماني للعصر. ونتيجة لذلك فإن علماء العصر الحديث لا يستخدمون روايات الولادة في الإنجيلين كثيرا للحصول على المعلومات التاريخية. ومع ذلك، فهي تحتوي على بعض المعلومات المفيدة في السيرة الذاتية: على سبيل المثال كون يسوع ولد قرب نهاية عهد هيرودس وكون والده يدعى يوسف تعتبر معلومات معقولة تاريخيا.
معظم علماء العصر الحديث يقبلون الأولوية المرقسية، وهي الفرضية أن إنجيلي لوقا ومتى يستندان إلى إنجيل مرقس، ولكن أن روايات ميلاد يسوع تأتي من مصادر مستقلة خاصة بمؤلفي لوقا ومتى، المعروفة باسم المصدر م لمتى والمصدر ل للوقا، والتي أضيفت في وقت لاحق.
ينظر الباحثون إلى الروايتين في لوقا ومتى على أنها تشرح ميلاد يسوع في بيت لحم بطرق مختلفة، وتعطي أنساب منفصلة ليسوع وربما لا تكون دقيقة تاريخيا. في حين أن جيزا فيرميس وساندرز يرفضان الروايتين ويعتبرانهما خياليتين، فإن ريموند براون يرى أنها قد تم تكوينها من التقاليد التاريخية التي سبقت الأناجيل. وفقا لبراون، لا يوجد اتفاق موحد بين العلماء على الدقة التاريخية للروايات، على سبيل المثال، معظم هؤلاء العلماء الذين يرفضون الدقة التاريخية للميلاد في بيت لحم يجادلون بأن الولادة كانت في الناصرة، قليلون يقترحون كفرناحوم، وآخرون يقترحون مواقع مفترضة بعيدة مثل كورزيم. اقترح بروس شيلتون وعالم الآثار أفرام أوشري ولادة في بيت لحم بالجليل، وهو موقع يقع على بعد سبعة أميال من الناصرة. يقول أرماند ب. تاريش أن فرضية شيلتون لا تحظى بأي دعم في المصادر اليهودية أو المسيحية، على الرغم من أن شيلتون يبدو أنه يأخذ على محمل الجد ما جاء في لوقا 2: 4 أن يوسف أيضًا صعد من الجليل، خارجا من مدينة الناصرة، إلى يهودا، إلى مدينة داود، والتي تسمى بيت لحم.
يرى ساندرز أن التعداد في لوقا ليس ذو مصداقية تاريخية، لأن ذِكر أن الجميع عادوا إلى بيوت أجدادهم في لوقا يتعارض مع الممارسة الرومانية، حيث لم يكن الرومان ليقتلعوا كل شخص من منازلهم ومزارعهم في الإمبراطورية وإجبارهم على العودة إلى مدن أجدادهم. وعلاوة على ذلك، لم يكن الناس قادرين على تتبع الأنساب الخاصة بهم لـ42 جيل كامل للوراء.

### مذبحة الأبرياء
وفقا لبول ماير، لا تعتقد معظم السير الذاتية الحديثة لهيرودس، وعلى الأرجح غالبية علماء الكتاب المقدس، أن المذبحة قد حدثت بالفعل. يجادل ستيف ماسون أنه إذا وقعت المذبحة كما هو موضح في متى، لكان من الغريب أن لا يذكر يوسيفوس فلافيوس ذلك، وأن المذبحة قد تكون بناء على ذلك غير دقيقة تاريخيا. يصف إي. ساندرز كتابات يوسيفوس بأنها تركز على قسوة هيرودس، مما يوحي بأن يوسيفوس على الأغلب كان ليذكر هذا الحدث إذا كان قد حدث فعلا. يقول ساندرز أنه في وجود القليل من المعلومات التاريخية، يبدو أن رواية متى تستند إلى القصة التي تعرض فيها موسى أثناء طفولته للخطر من قبل الفرعون من أجل قتل العبرانيين الرضع وأن هذا الاستخدام وذكره في قصة ولادة يسوع كان يعتبر جائزا بمعايير العصر. دان يؤيد هذه النظرية ويرى هذا الجزء كمحاولة لتقديم يسوع على أنه موسى الجديد من خلال تجديد الذكريات اليهودية حول ذبح الأطفال حديثي الولادة في مصر.
هناك على الجانب الآخر كتاب ومؤرخين يدافعون عن تاريخية حدوث المجزرة. ويقول العالم الكتابي ريتشارد توماس فرانس أنّ المجزرة كانت حدثاً صغير الأهمية للدرجة التي لم تسترع اهتمام يوسيفوس فلافيوس على الرغم من كونها متوافقة مع شخصية هيرودس. ويشير المؤرخ إيفرت فيرغسون أن القصة منطقية في سياق حكم هيرودس «الإرهابي» في السنوات القليلة من حكمه، وعدد الأطفال الذين كانوا سيقتلون في بيت لحم - ليس أكثر من دزينة أو نحو ذلك - ربما لم تكن ذات أهمية تذكر ليتم تسجيلها من قبل يوسيفوس فلافيوس، والذي لم يستطع معرفة كل حادث حصل في الماضي. ويجادل بول إل. ماير بأن بيت لحم كانت صغيرة، وأن المذبحة كانت صغيرة جدا لدرجة ألا يسمع بها يوسيفوس ونظرا لأنها يُزعَم أنها حدثت قبل 40 عام من ولادته. يذكر بول بارنيت وعالم العقيدة كرايغ بلومبرغ أيضاً أن بيت لحم قرية صغيرة جدا مع عدد قليل من السكان، وأن المذبحة على الأغلب تضمنت عددا قليلا جدا من الأطفال مما يُصَعّب تسجيلها من قبل المؤرخين.

## قصة الميلاد في الإسلام

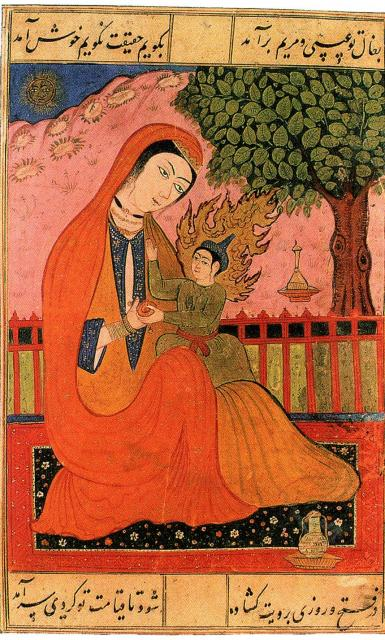
رسم فارسي يُصوّر مريم العذراء والطفل عيسى المسيح جالسًا في حجرها.

يشير القرآن والعقيدة الإسلامية إلى تفاصيل مذكورة ضمن التقاليد المسيحية ومن ضمنها أن مريم كانت عذراءً عندما ولدت يسوع أو عيسى. ويرد سرد أكثر تفصيلا عن البشارة وميلاد يسوع في سورة آل عمران وسورة مريم. ولاحظ بعض الأكاديميين أن سرد قصة ميلاد يسوع في سورة مريم القرآنية هي قريبة بشكل خاص من إنجيل لوقا المسيحي. ويتم ذكر بشارة مريم مرتين في القرآن وفي كلتا الحالتين يتم إخبار مريم أنها اختيرت من قبل الله لإنجاب ابن. في الحالة الأولى، قام حامل الأخبار (والذي يعتقد معظم المسلمين أنه رئيس الملائكة جبريل)، بتسليم الخبر وهو يأخذ شكل رجل. ولا يتم مناقشة تفاصيل المفهوم ولكن عندما تسأل مريم كيف يمكنها أن تنجب ابناً بالنظر إلى عفتها، يخبرها أن الله يخلق ما يشاء وأن هذه الأمور سهلة بالنسبة لله. تظهر العديد من الروايات بعض التباين والتشابه في الكتابات الإسلامية عن ميلاد والطفولة المبكرة ليسوع، وتحديدًا وقته في مصر فيما يتعلق بالمدة والأحداث. تم العثور على معظم السرد في مصادر مسيحية منتحلة، على سبيل المثال، إنجيل الطفولة العربي وإنجيل توما المنحول الذي يعود إلى عصور ما قبل الإسلام.
وبحسب الباحث والمفكر فراس السواح، فإن نقاط الائتلاف بين الرواية المسيحية والرواية الإسلامية لحياته وطبيعته تفوق نقاط الاختلاف، رغم كون نقاط الاختلاف جوهرية عند وقوعها. فكيفية الحبل به وبشارة مريم ومكانتها هي واحدة في الروايتين، وذكر القرآن لكونها قد ولدته تحت جذع نخلة لا يناقض الإنجيل الذي لا يذكر به لحظة الولادة، ما يؤدي أقله لكون الرواية القرآنية لا تنفي الرواية الإنجيلة أو تخالفها. أما حديث عيسى في المهد وظهور براءة مريم كما تذكر في القرآن فتغيب عن الأناجيل الرسمية لكنها تظهر في الأناجيل المنحولة خصوصًا «أناجيل الطفولة» ومن هذه الأحداث نفخ عيسى في طيور مصنوعة من طين فتحولت إلى طيور حقيقية، وهي مذكورة في إنجيل توما وسورة آل عمران. ومن المعلوم، أن الكنيسة وإن رفضت هذه الأناجيل غير أن بضعًا من أحداثها قد أثبته آباء الكنيسة وأدرج في إطار التقاليد الكنسية اللاحقة.
كتب ابن إسحاق (المتوفى عام 761 أو 767)، وهو مؤرخ وكاتب هاجوغرافي عربي، بأن زكريا كان الوصيّ على مريم العذراء لفترة وجيزة، وبعد أن عجز عن الاحتفاظ بها، أوكلها إليها نجار اسمه جاورجيوس. وعندما كانت معزولة في المعبد، انضم إليها شاب يدعى يوسف، وقاموا بمساعدة بعضهم البعض في جلب المياه وغيرها من المهام. تتبع ابن إسحاق سيرة ولادة يسوع من خلال القصة المذكورة في القرآن، مضيفاً أن الولادة حدثت في بيت لحم بجانب شجرة نخيل.
ذكر محمد بن جرير الطبري (المتوفى عام 923)، وهو مفسّر ومؤرّخ وفقيه، في سرده لميلاد يسوع إلى وصول مبعوثين من قِبل ملك فارس مع الهدايا (على غرار المجوس من الشرق) لزيارة المسيح؛ وأمروا رجلاً يُدعى يوسف (وليس زوج مريم بالتحديد) بأخذها هي والطفل إلى مصر والعودة لاحقًا إلى الناصرة. ويُشير المورخ المسعودي (المتوفى عام 956)، أنّ يسوع وُلد في بيت لحم يوم الأربعاء في 24 ديسمبر دون ذكر شجرة النخيل القرآنية. ويشير ابن الأثير الجزري (توفي عام 1233)، في مؤلفه الكامل في التاريخ، وهو عمل أصبح معيارًا للمسلمين اللاحقين، أن يوسف النجار كان له دور أكثر بروزًا، ولكن لم يرد ذكره كأقارب أو زوج لمريم.

## معرض الصور

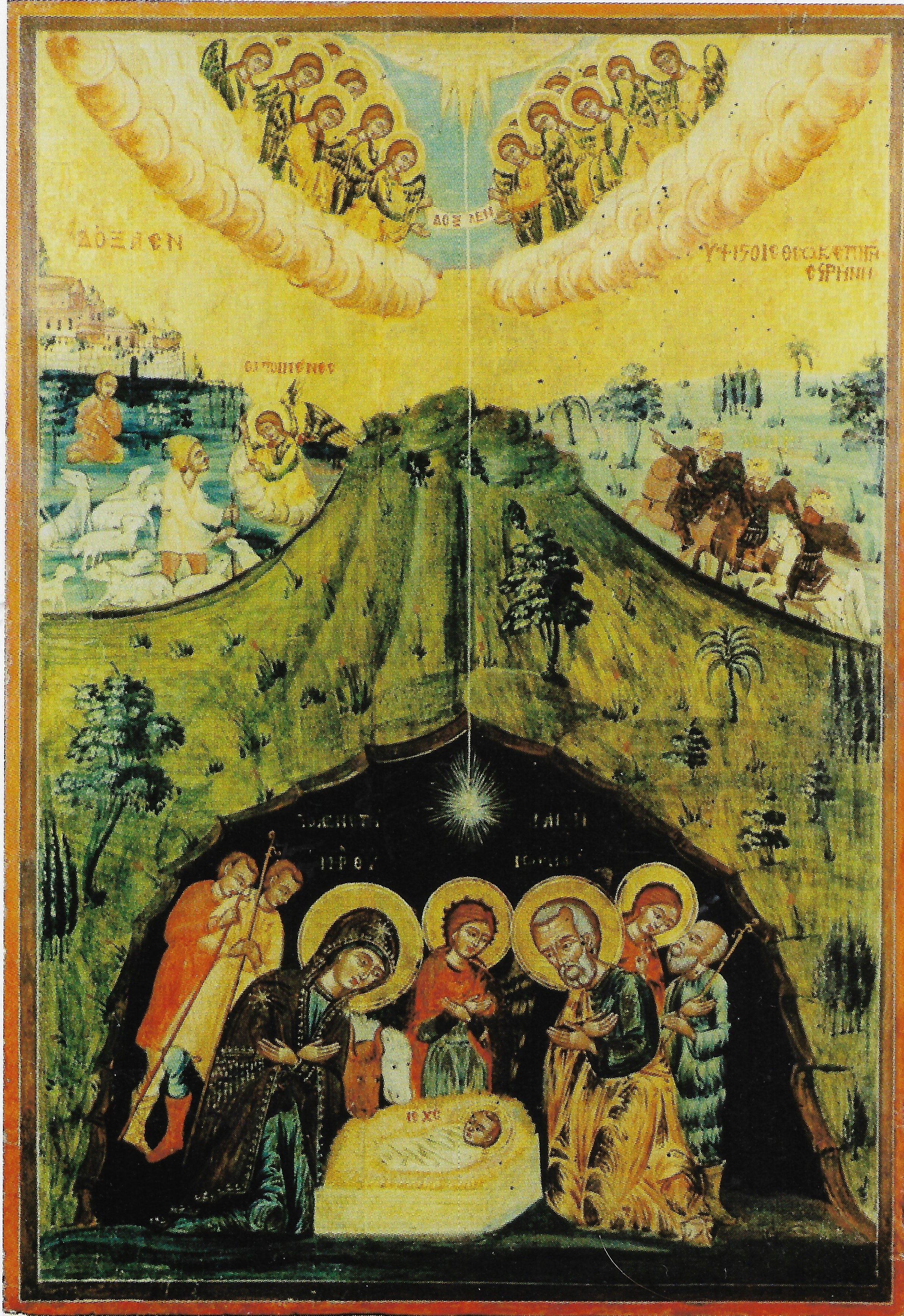
أيقونة ميلاد معروضة في بطريركية بيروت للروم الكاثوليك

## وصلات خارجية
- ميلاد يسوع - كلاديا.
- قصة الميلاد - إرسالية مار نرساي الكلدانية الكاثوليكية.